# Yevheniya Vysotska
Yevheniya Vysotska, também grafado como Evgeniya Visockaya (em ucraniano:  Євгенія Висоцька; Krym, 11 de dezembro de 1975), é uma ciclista ucraniana.
Vysotska representou sua nação nos Jogos Olímpicos de Verão de 2008, em Pequim, onde terminou em 22º competindo na prova de  estrada.